# Jurga (Kemerovói terület)
Jurga (oroszul: Юрга) város Oroszország Kemerovói területén, a Jurgai járás székhelye.
Népessége: 81 533 fő (a 2010. évi népszámláláskor).

## Elhelyezkedése
A város a Kemerovói terület északnyugati „kapuja”. Kemerovo területi székhelytől északnyugatra, az észak felé tartó Tom (az Ob mellékfolyója) bal partján, sík vidéken helyezkedik el. Vasútállomás (Jurga-1.) a Transzszibériai vasútvonal Novoszibirszk–Krasznojarszk közötti szakaszán. A kissé nyugatabbra fekvő Jurga-2. csomópontnál a Transzszibériai vasútvonalról szárnyvonal indul ki délkeletre Topki, onnan Kemerovo és a Kuznyecki-medence iparvárosai felé.
Jurga nyugati szélénél válik el (illetve találkozik) az R255-ös főút két ága: északi mellékága Tomszkba tart, fő ága délkeletre, Kemerovóba és onnan tovább Krasznojarszk felé vezet. A város távolsága autóúton Kemerovótól és Tomszktól egyaránt kb. 115 km.

## Története, gazdasága
A mai Jurga környéke 1886 óta volt lakott hely. Az épülő Transzszibériai vasútvonal helyi állomását 1898-ban létesítették; más forrás szerint az 1906-ban. Az állomás körül kisebb település alakult ki. 1913 körül kezdődött a déli szénmezőkhöz vezető vasútvonal építése. A településen sokáig csak egyetlen kisebb ipari üzem működött; 1940-ben kezdték építeni azt a nagy gépgyárat, amelyet egy sztálingrádi gyár mintájára terveztek, és amely a város létét és további fejlődését alapjaiban meghatározta. A gyár a nyugatról evakuált berendezésekkel már az 1943-as háborús évben termelni kezdett, a front igényeinek megfelelően. A háború után, 1946-tól megkezdődött a lakó- és középületek, utak, energiaszolgáltatók, stb. építése is. Az építkezéseken, mint sok helyen a Szovjetunióban, a Gulag-táborok foglyai is nagy számban dolgoztak.
1949-ben kapott a település városi rangot, ekkor közel huszonkétezer lakosa volt.
A gépgyár (Jurginszkij masinosztroityelnij zavod) a hadiipari komplexum egyik kiemelkedő vállalata volt, de bányászati és mezőgazdasági gépeket is gyártott. A privatizáció (2005-től gazdasági társaság) utáni években is hadiipari megrendeléseket teljesít, másrészt bányászati- és emelő berendezéseket, önjáró darukat, rakodógépeket, valamint különféle kohászati termékeket állít elő. A céget tartozásai és egyéb problémák miatt többször csődeljárás alá vonták, így 2020-ban is. A helyzet megoldását nehezítette, hogy a gyár hőerőműve biztosítja a város teljes hőenergia-ellátását.
Jurga másik nagy iparvállalatát, a csiszolástechnikai gyárat 1960-ban kezdték építeni és 1967-ben helyezték üzembe (Jurginszkij abrazivnij zavod, 2003-tól részvénytársaság). Legfontosabb termékei csiszolószerszámok, tárcsák, korongok készítéséhez szükséges anyagok: elektrokorundum, szilícium-karbid, bór-karbid, szintetikus gyémánt, borazon, stb. A nagyüzemi termelés azonban csődeljárás miatt befejeződött, az ipartelep egy ferroötvözeteket gyártó rt.-hez került, amely ferroszilíciumot előállító üzemet létesít(ett).
A 2000-es években két új gyár épült a városban. 2007-ben kezdett termelni a tekercselt tető- és vízszigetelő lemezeket, útépítéshez polimer-bitumen kötőanyagot gyártó üzem, valamint egy élelmiszeripari csomagolóanyagokat készítő üzem.
A város szélén jelentős katonai objektum található (motorizált lövészdandár ?), és nagy katonai gyakorlótér működik.

## Hidak

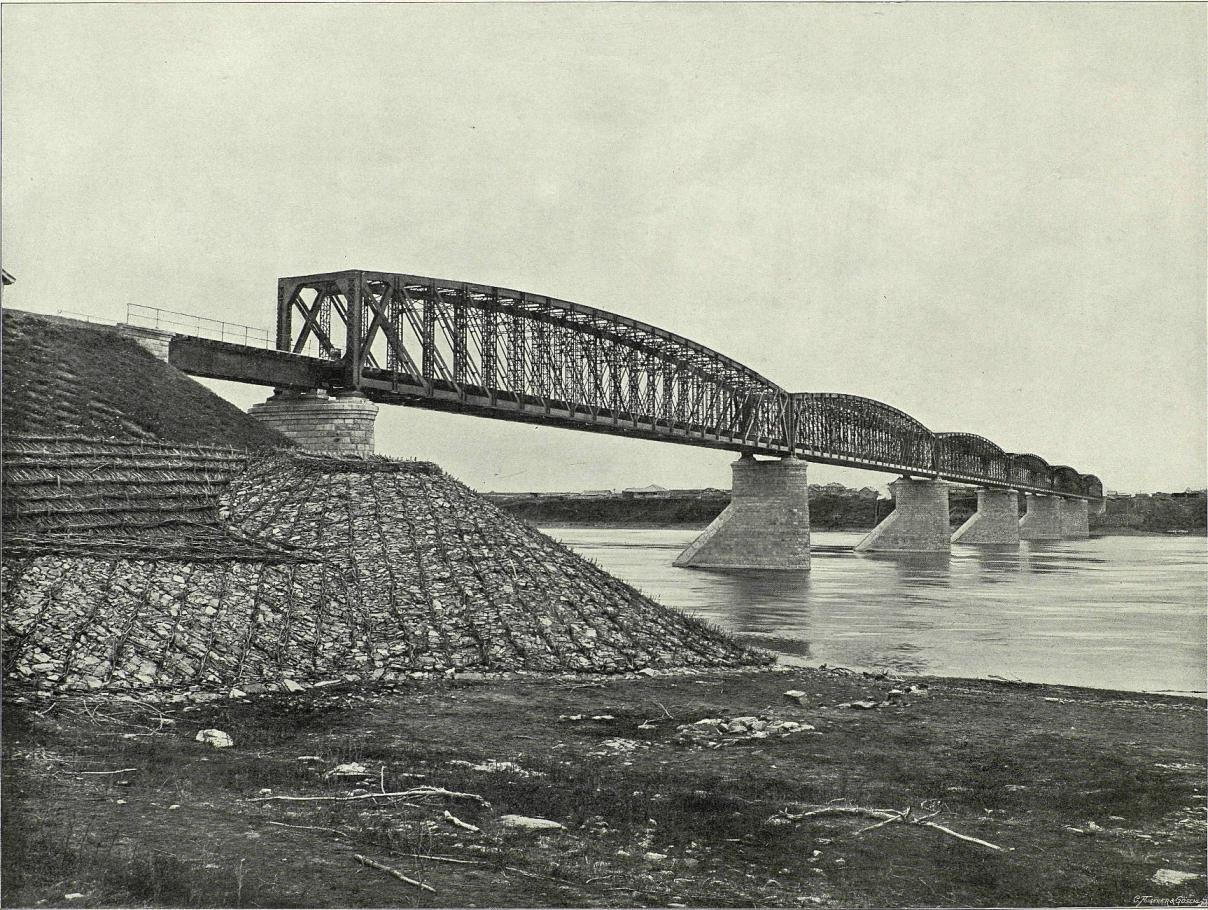
A régi vasúti híd 1899-ben

Jurga mellett, a várostól 3 km-re északra ível át a Tom medrén a kb. 600 m hosszú vasúti híd, melyet a régi híd helyén építettek és 2002-ben adtak a forgalomnak (építését már 1988-ban elhatározták). Az első hídat 1894 nyarán kezdték építeni és 1896-ban nyitották meg, korabeli fényképe 1899-ben készült. Sok évtizeden át használta a vasút, végül lebontották.
A vasúti hídon a túlsó parti településekre elővárosi vonat (elektricska) is közlekedik. Közúti átkelő sokáig nem volt, csak kompon, illetve a folyó jegén lehetett átkelni. 2013 óta egy pontonhídat üzemeltetnek közúti átkelőként, a tavaszi és az őszi jégzajlás idejére szétszerelik.